# Iwa Sidasz
Iwa Sidasz (Іва Сідаш, także Jana Sidasz; ur. 30 czerwca 1995 we Lwowie) – ukraińska fotografka, artystka fotograficzna.

## Biografia
Fotografią zajmuje się od 2019 roku. Ukończyła kurs „Visual Storytelling 2022” w ICP. Obejmuje pełnoskalową inwazję Rosji na Ukrainę w 2022 roku. Jej prace były publikowane w „Financial Times”, „Der Spiegel”, „Göteborgs-Posten”, „Fisheye Magazine”, „Ukrainer”, „Bird in Flight”, „Reporters”, „The Village Ukraine”, „The Village Ukraine”, „Untitled”, „Prostranstvo.media”.

## Wystawy[2]
Uczestnik wystaw zbiorowych:
| Rok       | Miasto      |
| --------- | ----------- |
| 2021      | Odessa      |
| 2021      | Lwów        |
| 2022      | Lwów        |
| 2022      | Kijów       |
| 2022      | Minneapolis |
| 2022      | Berlin      |
| 2023      |             |
| Berlin    |             |
| Barcelona |             |
| Paryż     |             |
| Sztokholm |             |
| Paryż     |             |

## Odznaczenia
- finalista międzynarodowego konkursu fotografii ulicznej Fujifilm Moment Street Photo Awards 2021[2],
- stypendium na udział w ICP/CAMERA Masterclass we Włoszech 2022[14],
- 3 najlepsze projekty zrealizowane na ICP/CAMERA Masterclass 2022[2].